# Slaget vid Dresden
Slaget vid Dresden var ett fältslag mellan Frankrike och en koalition av allierade stater (Österrike, Preussen, Ryssland) mellan den 26 och 27 augusti 1813 under Napoleonkrigen.
Kejsar Napoléon I av Frankrike ville undsätta den sachsiska staden Dresden, som hotades av stormning av mycket starka allierade styrkor. De franska trupperna var demoraliserade efter många dagars marscherande i ösregn, men Napoléons insättande av sitt Kejserliga Garde avgjorde striden till fransmännens favör. Under slaget stupade även den franske generalen Jean Victor Moreau, som gått över till den allierade sidan. Slaget var Napoléons sista stora seger och bevisade hans taktiska snille, eftersom fransmännen var underlägsna till antalet under hela slaget. Dessutom var de allierade förlusterna mycket större än fransmännens, cirka 38 000 allierade förluster mot 10 000 franska.